# 田紀雲
田紀雲（でん きうん、1929年6月- ）は中華人民共和国の政治家。国務院副総理、第8期、第9期全人代副委員長を務めた。

## 経歴
1945年中国共産党入党。
1969年、四川省革命委員会財政貿易経営管理組副組長、四川省財政局副局長、財政庁長などを歴任。当時四川省党委書記だった趙紫陽に抜擢され、1980年に趙が国務院総理に就任した際中央入りする。中央党校で幹部育成プログラムに入り（尉健行と同期）、1年後に国務院副秘書長として経済を担当する。1983年6月20日、第6期全人代第1回会議の決定により国務院副総理兼国務院秘書長に任命。1985年9月24日の第12期5中全会において党中央政治局委員および党中央書記処書記へ増補選出される。1985年11月22日には国務院秘書長の職を解かれ、専任の副総理として農業、商業貿易、経済特区を担当する。
1987年の第13回党大会では万と共に、常務委員入りが長老たちと常務委員の間で考慮されたが、姚依林と陳雲が難色を示したため、推薦した鄧小平も提案を引っ込めざるを得なかった。鄧小平は中央委員の得票順に多い者から7名を常務委員に選出するというアイデアを提案したことが、2004年に田紀雲本人から明かされた。また総書記代理を務めていた趙紫陽は党大会で総理を辞することを海外の記者に告げており、後継指名は自分より若い者と断言していた。副総理の内、趙紫陽より若いのは李鵬と田紀雲だったが、前述のやり取りもあり李鵬が総理に就任した。
1989年4月、趙紫陽が予定通り北朝鮮を訪問することを決めた際、情勢を考えて延期するよう提案したが、「国外に動揺を見せられない」として受け入れられなかった。
趙紫陽失脚後も道連れになることはなく、保守派が台頭するなか副総理を続けるが、1992年の南巡講話以降改革派が圧勝してからは保守派を幾度と無く批判した。4月25日、中央党校で「中国の農業と農村の改革と発展問題」の報告を行い、「指導部が左の思想の呪縛から抜け出すことが大きな課題である。そうしなければ改革開放はただの空手形だ」「機会があれば飛び出てきて改革開放に反対する人たちに警戒が必要だ。彼らが国家の大権を握れば、国家と人民に対する災難だ」と発言し、会場は拍手が鳴り止まなかったという。
1993年3月27日、第8期全人代第1回会議で全人代常務委員会副委員長に当選。さらに1998年3月16日、第9期全人代第1回会議において副委員長に再選し、2期10年を務めた。2003年に引退。2005年1月に趙紫陽が亡くなると再評価を万里、喬石らと共に党中央に求め、葬儀にも参列した。
中国共産党第12期中央委員、第12期五中全会から第15期中央政治局委員。

## 外部サイト
- 公式略歴（新華社）

| 先代段君毅 | 全人代第一副委員長1998年 - 2003年 | 次代王兆国 |